# Campeonato Mundial de Pentatlo Moderno
Campeonato Mundial de Pentatlo Moderno é uma competição internacional de pentatlo moderno realizada anualmente desde 1949, sob a organização e direção da União Internacional de Pentatlo Moderno. Até 1996, ela não era realizada nos anos dos Jogos Olímpicos. Em 1984, 1988, 1992 e 1996 foi realizado apenas o feminino, que até então não constava do programa olímpico. A partir de 1981, as mulheres passaram a participar, inicialmente disputando seu próprio campeonato em cidades diferentes dos homens e conjuntamente a partir de 1997. (Em 1986 e 1993–95 competiram na mesma cidade do masculino) O torneio é disputado individualmente, por equipes (4 atletas), em revezamento (4 atletas) e por equipes mistas (um casal do mesmo país).

## Vencedores
| Ano  | Local               | Campeão                | País                                        | Local           | Campeã                | País                                        |
| ---- | ------------------- | ---------------------- | ------------------------------------------- | --------------- | --------------------- | ------------------------------------------- |
| 2019 | Budapeste           | Valentin Belaud        | França                                      |                 | Volha Silkina         | Bielorrússia                                |
| 2018 | Cidade do México    | James Cooke            | Reino Unido                                 |                 | Anastasiya Prokopenko | Bielorrússia                                |
| 2017 | Cairo               | Jung Jin-hwa           | Coreia do Sul                               |                 | Gulnaz Gubaydullina   | Rússia                                      |
| 2016 | Moscou              | Valentin Belaud        | França                                      |                 | Sarolta Kovacs        | Hungria                                     |
| 2015 | Berlim              | Pavel Tymoshchenko     | Ucrânia                                     |                 | Lena Schöneborn       | Alemanha                                    |
| 2014 | Varsóvia            | Aleksander Lesun       | Rússia                                      |                 | Samantha Murray       | Reino Unido                                 |
| 2013 | Kaohsiung           | Justinas Kinderis      | Lituânia                                    |                 | Laura Asadauskaitė    | Lituânia                                    |
| 2012 | Roma                | Aleksander Lesun       | Rússia                                      |                 | Mhairi Spence         | Reino Unido                                 |
| 2011 | Moscou              | Andrey Moiseev         | Rússia                                      |                 | Victoria Tereshchuk   | Ucrânia                                     |
| 2010 | Chengdu             | Serguei Kariakin       | Rússia                                      |                 | Amélie Cazé           | França                                      |
| 2009 | Londres             | Ádám Marosi            | Hungria                                     |                 | Chen Qian             | China                                       |
| 2008 | Budapeste           | Ilia Frolov            | Rússia                                      |                 | Amélie Cazé           | França                                      |
| 2007 | Berlim              | Viktor Horváth         | Hungria                                     |                 | Amélie Cazé           | França                                      |
| 2006 | Cidade da Guatemala | Edvinas Krungolcas     | Lituânia                                    |                 | Marta Dziadura        | Polónia                                     |
| 2005 | Varsóvia            | Qian Zhenhua           | China                                       |                 | Claudia Corsini       | Polónia                                     |
| 2004 | Moscou              | Andrejus Zadneprovskis | Lituânia                                    |                 | Zsuzsanna Vörös       | Hungria                                     |
| 2003 | Pesaro              | Eric Walther           | Alemanha                                    |                 | Zsuzsanna Vörös       | Hungria                                     |
| 2002 | San Francisco       | Michal Sedlecký        | República Checa                             |                 | Bea Simóka            | Hungria                                     |
| 2001 | Peterborough        | Gábor Balogh           | Hungria                                     |                 | Stephanie Cook        | Reino Unido                                 |
| 2000 | Pesaro              | Andrejus Zadneprovskis | Lituânia                                    |                 | Pernille Svarre       | Dinamarca                                   |
| 1999 | Budapeste           | Gábor Balogh           | Hungria                                     |                 | Zsuzsanna Vörös       | Hungria                                     |
| 1998 | Cidade do México    | Sébastien Deleigne     | França                                      |                 | Anna Sulima           | Polónia                                     |
| 1997 | Sofia               | Sébastien Deleigne     | França                                      |                 | Yelizaveta Suvorova   | Rússia                                      |
| 1996 | x                   | x                      |                                             | Siena           | Yana Shubenok         | Bielorrússia                                |
| 1995 | Basileia            | Dmitriy Svatkovskiy    | Rússia                                      |                 | Kerstin Danielsson    | Suécia                                      |
| 1994 | Sheffield           | Dmitriy Svatkovskiy    | Rússia                                      |                 | Eva Fjellerup         | Dinamarca                                   |
| 1993 | Darmstadt           | Richard Phelps         | Reino Unido                                 |                 | Eva Fjellerup         | Dinamarca                                   |
| 1992 | x                   | x                      |                                             | Budapeste       | Iwona Kowalewska      | Polónia                                     |
| 1991 | San Antonio         | Arkadiusz Skrzypaszek  | Polónia                                     | Sydney          | Eva Fjellerup         | Dinamarca                                   |
| 1990 | Lahti               | Gianluca Tiberti       | Itália                                      | Linköping       | Eva Fjellerup         | Dinamarca                                   |
| 1989 | Budapeste           | László Fábián          | Hungria                                     | Wiener Neustadt | Lori Norwood          | Estados Unidos                              |
| 1988 | x                   | x                      |                                             | Varsóvia        | Dorota Idzi           | Polónia                                     |
| 1987 | Moulins             | Joël Bouzou            | França                                      | Bensheim        | Irina Kiseleva        | União das Repúblicas Socialistas Soviéticas |
| 1986 | Montecatini Terme   | Carlo Massullo         | Itália                                      |                 | Irina Kiseleva        | União das Repúblicas Socialistas Soviéticas |
| 1985 | Melbourne           | Attila Mizsér          | Hungria                                     | Montreal        | Barbara Kotowska      | Polónia                                     |
| 1984 | x                   | x                      |                                             | Copenhague      | Svetlana Yakovleva    | União das Repúblicas Socialistas Soviéticas |
| 1983 | Warendorf           | Anatoly Starostin      | União das Repúblicas Socialistas Soviéticas | Gotemburgo      | Lynn Chornobrywy      | Canadá                                      |
| 1982 | Roma                | Daniele Masala         | Itália                                      | Compiègne       | Wendy Normann         | Reino Unido                                 |
| 1981 | Zielona Góra        | Janusz Pecrak-Pyciak   | Polónia                                     | Londres         | Anne Ahlgren          | Suécia                                      |
| 1980 | x                   | x                      |                                             | x               | x                     |                                             |
| 1979 | Budapeste           | Robert Nieman          | Estados Unidos                              | x               | x                     |                                             |
| 1978 | Jönköping           | Pavel Lednev           | União das Repúblicas Socialistas Soviéticas | x               | x                     |                                             |
| 1977 | San Antonio         | Janusz Pecrak-Pyciak   | Polónia                                     | x               | x                     |                                             |
| 1976 | x                   | x                      |                                             | x               | x                     |                                             |
| 1975 | Cidade do México    | Pavel Lednev           | União das Repúblicas Socialistas Soviéticas | x               | x                     |                                             |
| 1974 | Moscou              | Pavel Lednev           | União das Repúblicas Socialistas Soviéticas | x               | x                     |                                             |
| 1973 | Londres             | Pavel Lednev           | União das Repúblicas Socialistas Soviéticas | x               | x                     |                                             |
| 1972 | x                   | x                      |                                             | x               | x                     |                                             |
| 1971 | San Antonio         | Boris Onichenko        | União das Repúblicas Socialistas Soviéticas | x               | x                     |                                             |
| 1970 | Warendorf           | Peter Kelemen          | Hungria                                     | x               | x                     |                                             |
| 1969 | Budapeste           | Andras Balczo          | Hungria                                     | x               | x                     |                                             |
| 1968 | x                   | x                      |                                             | x               | x                     |                                             |
| 1967 | Jönköping           | Andras Balczo          | Hungria                                     | x               | x                     |                                             |
| 1966 | Melbourne           | Andras Balczo          | Hungria                                     | x               | x                     |                                             |
| 1965 | Leipzig             | Andras Balczo          | Hungria                                     | x               | x                     |                                             |
| 1964 | x                   | x                      |                                             | x               | x                     |                                             |
| 1963 | Magglingen          | Andras Balczo          | Hungria                                     | x               | x                     |                                             |
| 1962 | Cidade do México    | Eduarde Sdobnikov      | União das Repúblicas Socialistas Soviéticas | x               | x                     |                                             |
| 1961 | Moscou              | Igor Novikov           | União das Repúblicas Socialistas Soviéticas | x               | x                     |                                             |
| 1960 | x                   | x                      |                                             | x               | x                     |                                             |
| 1959 | Hershey             | Igor Novikov           | União das Repúblicas Socialistas Soviéticas | x               | x                     |                                             |
| 1958 | Aldershot           | Igor Novikov           | União das Repúblicas Socialistas Soviéticas | x               | x                     |                                             |
| 1957 | Estocolmo           | Igor Novikov           | União das Repúblicas Socialistas Soviéticas | x               | x                     |                                             |
| 1956 | x                   | x                      |                                             | x               | x                     |                                             |
| 1955 | Zurique             | Constantin Saljnikov   | União das Repúblicas Socialistas Soviéticas | x               | x                     |                                             |
| 1954 | Budapeste           | Bjorn Thofelt          | Suécia                                      | x               | x                     |                                             |
| 1953 | Santo Domingo       | Gabor Benedek          | Hungria                                     | x               | x                     |                                             |
| 1952 | x                   | x                      |                                             | x               | x                     |                                             |
| 1951 | Helsingborg         | Lars Hall              | Suécia                                      | x               | x                     |                                             |
| 1950 | Berna               | Lars Hall              | Suécia                                      | x               | x                     |                                             |
| 1949 | Estocolmo           | Tage Bjurefelt         | Suécia                                      | x               | x                     |                                             |

Fontes: World Modern Pentathlon Championships e Union Internationale de Pentathlon Moderne